# アメリカ空軍戦闘センター
アメリカ空軍戦闘センター（アメリカくうぐんせんとうセンター United States Air Force Warfare Center）はアメリカ空軍航空戦闘軍団に属する組織。航空戦闘に関する教育・訓練・研究機関である。ネバダ州ネリス空軍基地所在。

## 概要
アメリカ空軍戦闘センターはパイロットに戦闘技術の教育・訓練を施すほか、空軍の各種試験を実施する機関である。前身は1966年設立の戦術戦闘機兵器センター(Tactical Fighter Weapons Center)であり、これはベトナム戦争の激化に伴い、それまでの核戦争向けの戦技とは異なる通常戦争向けの戦技・兵器が必要とされたことから開設された。名称は1991年にアメリカ空軍戦闘機兵器センター(USAF Fighter Weapons Center)、1992年にアメリカ空軍兵器戦術センター(USAF Weapons and Tactics Center)に改名され、現在の名称となったのは2005年のことである。
ネリス空軍基地周辺の訓練空域・射爆場のほか、フロリダ州エグリン空軍基地周辺の空域でも訓練・試験を行っている。

## 主要部隊
- 第53航空団(53d Wing)：エグリン空軍基地所在。機材の試験開発部隊。
- 第57航空団(57th Wing)：ネリス空軍基地所在。戦闘訓練支援部隊。アグレッサー部隊、アメリカ空軍兵器学校やサンダーバーズ含む。
- 第98演習場航空団（英語版）(98th Range Wing)：ネリス空軍基地所在。ネリス試験訓練場(Nevada Test and Training Range ,NTTR)の管理。
- 第99航空基地航空団(99th Air Base Wing)：ネリス空軍基地の運用・管理。
- 第505指揮統制航空団(505th Command and Control Wing)：戦闘訓練支援用指揮統制部隊。